# Jan Kochanowski
Jan Kochanowski, (Sycyna, 1530. – Lublin, 1584. augusztus 22.), lengyel reneszánsz költő, drámaíró, a „lengyel Horatius.”

## Életrajz
Jan Kochanowski a Radom környéki Sycyna településen látta meg a napvilágot nemesi földbirtokos család tagjaként. Fiatalkoráról kevés információ áll rendelkezésre. 1544-ben a Krakkói Egyetem diákja volt, majd a reformáció egyik központjába Królewiecbe (Kalinyingrád) kerül, ahol Albert porosz fejedelem udvarában sok kiváló humanistával találkozik. Innen Itáliába vezet az útja, ahol Padovában tartózkodik huzamosabb ideig. Itt írja első latin és lengyel nyelvű elégiáit s az ekkor keletkezett szerelmes verseit a titokzatos padovai Lidiának ajánlja, aki valószínűleg Vincenza Aramani színésznővel, az egyik commedia dell’arte társulat tagjával, azonosítható. (Más kutatók nem tartják valós személynek, hanem Quintus Horatius Flaccus illetve Propertius imitációnak vélik.) Padovában neves humanista tanárok (Francesco Robortello, Bernandino Tomitano) oktatják a retorika és a poétika tudományára. Itáliából – padovai iskolatársa Dudith András segítségével – Párizsba utazik, ahol egy elégiája tanúsága szerint, találkozik Pierre Ronsard francia költővel.
1559-ben visszatér hazájába Lengyelországba és Zsigmond Ágost udvarában – Piotr Myszkowski (1510–1577), krakkói püspök ajánlására – királyi titkár titulust kap. Kochanowski később III. Henrik (1573–1575) támogatója lesz, majd a király menekülése után, 1570-es évektől felhagyván az udvari élettel birtokára, Czarnolas faluba vonul vissza. 1575-ben feleségül veszi Dorota Podlodowskát, akitől hét gyermeke születik. Czarnolasi visszavonultsága idején szoros kapcsolatba kerül Jan Zamoyski, lengyel kancellárral, akinek hatására Kochanowski Báthory István lengyel király politikájának a híve lesz. Élete vége felé számos csapás éri, melynek során elveszti Orsolya nevű kétéves kislányát.
Jan Kochanowski 1584. augusztus 22-én hunyt el Lublin városában.

## Művei

### Az udvari periódus

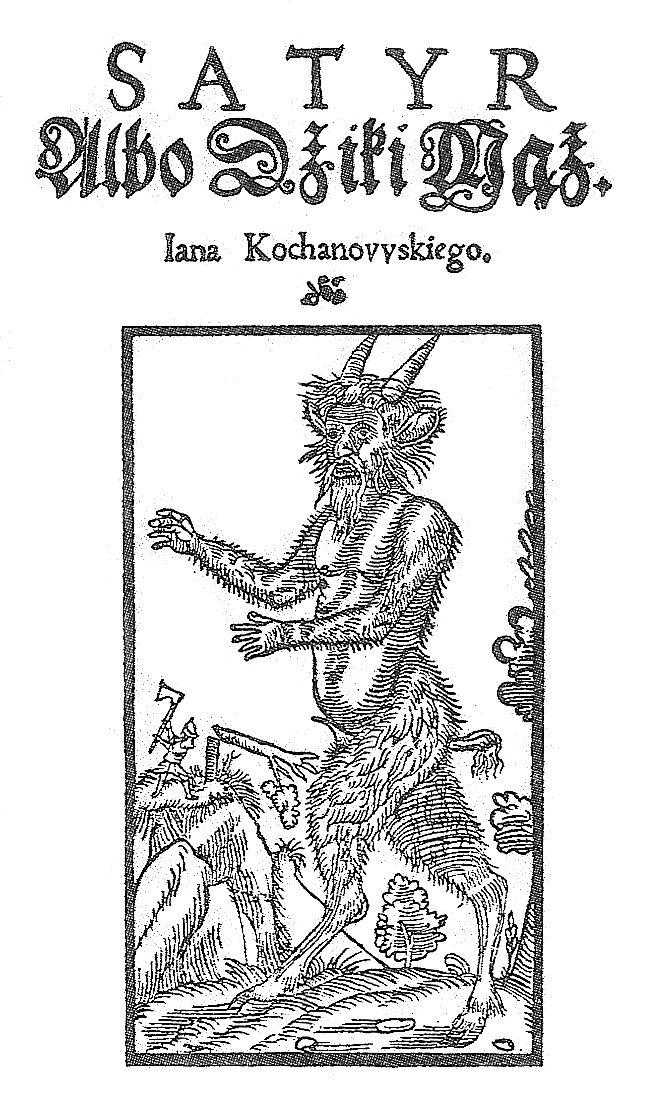
A szatír címlapja

Kochanowski munkásságának első korszakát az udvari légkörben született művek alkotják. A padovai Lidiához szóló verseket tartalmazó kötet (Elégiák négy könyve, Elegiarum libri quatuor, 1584) " a lengyel irodalom első szerelmes költeményeket tartalmazó verssorozata" . A Kallimakhosz görög költővel példálózó mű első könyvében (10 vers) a költő – elnyervén Lidia szerelmét – boldogságáról énekel, míg a 11 verset tartalmazó második könyvben az ajándékokat kedvelő, csélcsap Lidia felett érzett panasz hangja dominál. A verseskötet a szerelem mindent elsöprő erejéről szól: fontosabb a gazdagságnál és a jólétnél; a szerelmi érzésért a költő még a szegénység gyötrelmeit is örömmel vállalja. A szerelem hatalma olyan erős, hogy a költő még arra is képtelenné válik, hogy fegyverrel hazája védelmére induljon.
Első verseivel Zsigmond Ágost király oldalán száll be a politikai küzdelmekbe. Egyetértés (Zgoda, 1562) című költeményében az ország határvédelmét elhanyagoló, kapzsi, mohó és önző nemeseket bírálja, akik semmibe veszik a törvényeket. Ebben a művében Kochanowski helyteleníti, hogy a szejm gyűlésein vallásos kérdéseket tárgyalnak.
A szatír (Satyr, 1564) című poémájában egy a lengyel erdőben eltévedt ókori szatír fejteget aktuális társadalmi kérdéseket. A szatír bírálja az állam védelmét elhanyagoló nemességet, megvetéssel említi a lovagokból lett kereskedőket. Az aranytól csillogó jelent az erényességtől szikrázó régi Lengyelország világával állítja szembe. A költemény az uralkodóra vonatkozó nevelési tanácsokkal végződik, amely a költő és a királyi udvar szoros kapcsolatát mutatja. A szatír – amely Mikołaj Rej Rövid beszélgetésének a párja – jelentőségét jól mutatja, hogy egészen a 17. századig akadtak utánzói a lengyel irodalomban. A külföldi mintát követő Sakk (Szachy, 1564) című költeményében – szakítván a klasszikus környezettel – a helyszínt a dán királyi udvarba helyezi át, ahol a sakkozó ifjak a szép királylány kezéért versengnek. A vers remek alkalmat szolgáltat Kochanowskinak az udvari társasági élet bemutatására. Később Kochanowski ódát ír III. Henrik királyhoz (I. óda Valois Henrikhez a Franciaországban tartózkodó királyhoz), külön költeményt szentel kora híres hetmanja, Jan Tarnowski kapitány halálára, valamint a dán fogságba esett Jan Tęczyński viszontagságainak megéneklésére is. Mecénásáról, Piotr Myszkowski püspökről több versében megemlékezik: "...Szerencse szülötte, / Tán valóban az vagyok, Myszkowskim, ahogy te / Nevezel, drága barát!" (XXIV. dal) "Törődött volna velem úgy is Piotr Myszkowski, / Aki így sem ódzkodott méltón támogatni." (Múzsa) Zsoltárfordításait szintén püspök jótevőjének ajánlja (Őkegyelmességének, Isten kegyelméből a krakkói püspöknek etc., Piotr Myszkowski úrnak, az én jóságos uramnak.)

#### Fraszkák(Apró-cseprő)
Az udvari élet gáláns kalandjai legtisztábban a költő által szinte egész életén át írt Fraszkák (Fraszki, 1584) című versgyűjteményében jelennek meg. Az apró lírai költeményekben a Martialis költészetére jellemző csattanó és a horatiusi életbölcsesség bukkan fel a leggyakrabban. A gyűjtemény pajkos, vidám hangvételét jól jellemzik az alábbi vers sorai: "mutasd meg ajkad rejtett ajkad drágagyöngyeit / mutasd hullámzó melled enyhe halmait / s szívemre ráfonódó márvány kezed. / Ó, mondd, feléd mily kába őrület vezet? (...) Elnémulok, nem hallok, vérem lángra gyúl / és elvakult szememre éjek árnya hull." (Magdolnához / Do Magdaleny). A Fraszkák a lengyel irodalom legelső erotikus megnyilvánulásai is egyben. Kochanowski saját bevallása szerint több olyan verset is elhelyezett a gyűjteményben, amelyet nem a hölgyek fülének szánt. A fraszkák csipkelődő hangvétele (például: A papról, A prelátusról, A káplánról, A prédikátorról, A hitszónokhoz című versekben) olykor az egyházat sem kíméli: "Szentnek nem nevezhetlek, atyám vagy, nem bánom, / Amikor, hatalmas pap, fiaidat látom." (A szentatyára, Na Świętego Ojca) Ezekben a verseiben Kochanowski előszeretettel karikírozza ki a korabeli társadalom jellegzetes csoportjait (Paraszti fricska, A lengyel nemesről) és mesterségeit (A matematikusra, A spanyol doktorról). A versgyűjtemény a jellegzetes emberi viselkedésmódokat (A felelőtlenre, A szószegőre, A szenteskedőre, A kapzsira, A zsugorira) és életstádiumokat (A fiatalságra, Az öregségre, A halálra, A részeges vénasszony sírfelirata) szintén pellengérre állítja. A Fraszkák verseiből időnként a reneszánsz alkotói öntudat jelenléte is kiolvasható: "Zeusz lányai, kik a nagy Parnasszoszt lakjátok / Fogadnátok eleven, lelkes körötökbe / Ott akarnék időzni köztetek örökre / Így kérem, hogy verseim éljenek, míg élek / S ha meghalok, örvendjenek mind jó hírnek és névnek. (A múzsákhoz / Do muz)" A kötetben a szatirikus hangvétel mellett az emelkedettség érzése, a természeti harmónia képe is megjelenik (A hársfára, A hársfa szól, A czarnolasi házra). Összefoglalva elmondható, hogy a Fraszkák "...legjelentősebb újdonsága éppen abban rejlik, hogy kitágítja a költészet témahatárait..."

#### Dalok
A Dalok (Pieśni, 1586) versciklusában – a Fraszkák verseihez képest – jóval komolyabb a hangvételű alkotások kaptak helyet. A versekben a filozofikus hangvétel és horatiusi mértékletesség dominál: "Józan ésszel sáfárkodj! / Ha a vég jön-nincs máshogy! / Fortuna ha akárhogy: csak egyformán végül, / kegyelemmel-kegyetlen, fölöttünk törvényt ül." (II. könyv, IX. dal). A közügyek miatti aggódás témája is megjelenik egy – az ország vezetőit a helyes kormányzásra buzdító – költemény soraiban (II. könyv, XIV. dal). A kötetben a filozófiai gondolatok mellett az istenes versek is szerephez jutnak. Ebből a szempontból a katolikus Kochanowski egyik leghíresebb költeménye az élelem iránti hálaadásról szóló, a teremtő Istent magasztaló költemény (II. könyv. XV. vers): "Urunk, tőlünk mit akarsz jóságod fejében / ajándékodért, amit nem adsz szűkre mérten? ... Dicsértessél örökké, halhatatlan Isten! Jóságodnak, kegyednek vége soha nincsen. / Amíg éltetsz, minket is védj meg kegyelemben, / hogy mindenkor szárnyaid oltalma fedezzen."). A vers bizonyos sorai ("Nem zárhat be templomod: véled tele minden / mélység, tenger, föld alant és az egek is fenn.")) arra utalhatnak, hogy a Kochanowski által megfogalmazott istenkép ellenáll "a felekezeti szempontú értelmezésnek.". A kötetben teológiai kérdést (Miért teremtette Isten a világot?) boncolgató költeményt is olvashatunk (IV. könyv. III. dal). A ciklus verseire az antik szerzők (Quintus Horatius Flaccus, Marcus Tullius Cicero, Epikurosz) mellett az olasz irodalom (Petrarca) is jelentős hatást gyakorolt.

### A czarnolasi időszak

#### A görög követek elutasítása

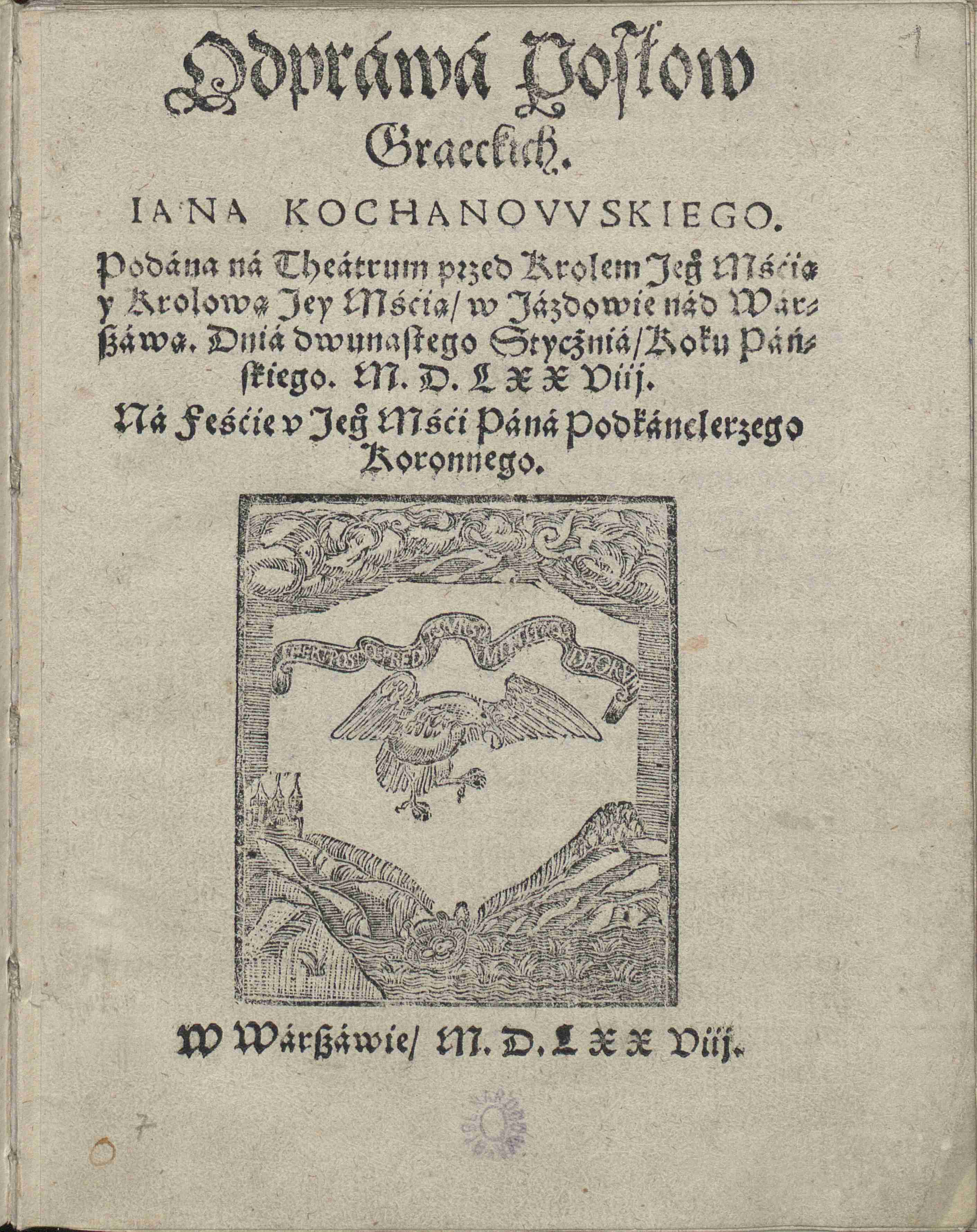
A görög követek elutasítása (1578)

A görög követek elutasítása (Odprawa posłów greckich, 1577) címet viselő drámáját Jan Zamoyski kancellár házasságkötése alkalmából költötte. A mű egyik különlegessége az, hogy műfaját tekintve nem lírai alkotás, hanem dráma. A darab a homéroszi Iliász mintájára Trójában játszódik, ahol éppen Menelaosz és Odüsszeusz béketárgyalásokat folytat a trójaiakkal a konfliktus békés rendezésére. Kochanowski természetesen aktualizálja az antik témát és ezért a trójai államtanács a lengyel szejmre, Odüsszeusz szavai a lengyel hazafiak érvelésére hasonlít leginkább. Az állami érdekeket az egyéni érdekek elébe helyező Anténór alakja pedig Jan Zamoyski kancellár személyiségét idézi az olvasó elé. A darab külön érdekessége, hogy bár jócskán tartalmaz megszívlelendő utasításokat a lengyelek számára (a haza megvédésének kötelessége, a nemesség védelme a mágnásokkal szemben) mégis a támadó háború gondolatát szorgalmazza. Ez a következetlenség Kochanowski részéről egy pragmatikus szemlélet érvényesítése csupán, hiszen éppen akkor tanácskozott a szejm, amely a király (Báthory István) javaslatára egy új hadiadó bevezetésére készült. Kochanowski költeményeiben is igyekezett népszerűsíteni Báthory politikáját. Egyik latin (XII. óda–Połock megvétele) és egy lengyel (Hadjárat Moszkva ellen / Jezda do Moskwy, 1583) költeményében dicső hadvezérként ábrázolja őt, míg egy másik művében Báthory István tudománypártolását, politikusi képességeit magasztalja (Epinikion vagyis győzelmi himnusz Báthori Istvánhoz, a híres lengyel királyhoz Moszkvával vívott háborújának befejezte és Livónia visszaszerezte után, 1582.).

#### Dávid zsoltárai
A czarnolasi időszakban kezdi el Kochanowski készíteni zsoltárfordításait, amelyek mintegy tíz év munka után Dávid zsoltárai (Psałterz Dawidów, 1578) címmel látnak napvilágot. Ez a Piotr Myszkowski katolikus püspöknek ajánlott kötet "az európai vallási költészet egészen kivételes teljesítménye." A fordítás alapjául nem az ótestamentumi szövegek szolgáltak, hanem George Buchanan skót humanista és történész latin nyelvű zsoltárátdolgozásai. Kochanowski fordítása a 150 zsoltárt öt egységre bontva közli és legalább két újítást tartalmaz. Egyrészt tudatosan kerüli az antikizálást így – Buchanan szövegével ellentétben – Istent még véletlenül sem nevezi sehol Jupiternek. Másrészt pedig következetesen mellőzi a krisztianizálást is: azokon a helyeken, ahol a zsoltárok szövegében hagyományosan Krisztus nevét szerepeltették a lengyel költő "felkentről", "Dávid sarjról" , "királyról" beszél. Kochanowski zsoltárfordításának képei, stílusa, dalszerűsége sokáig példaként szolgált a lengyel irodalomban.

#### Gyászdalok

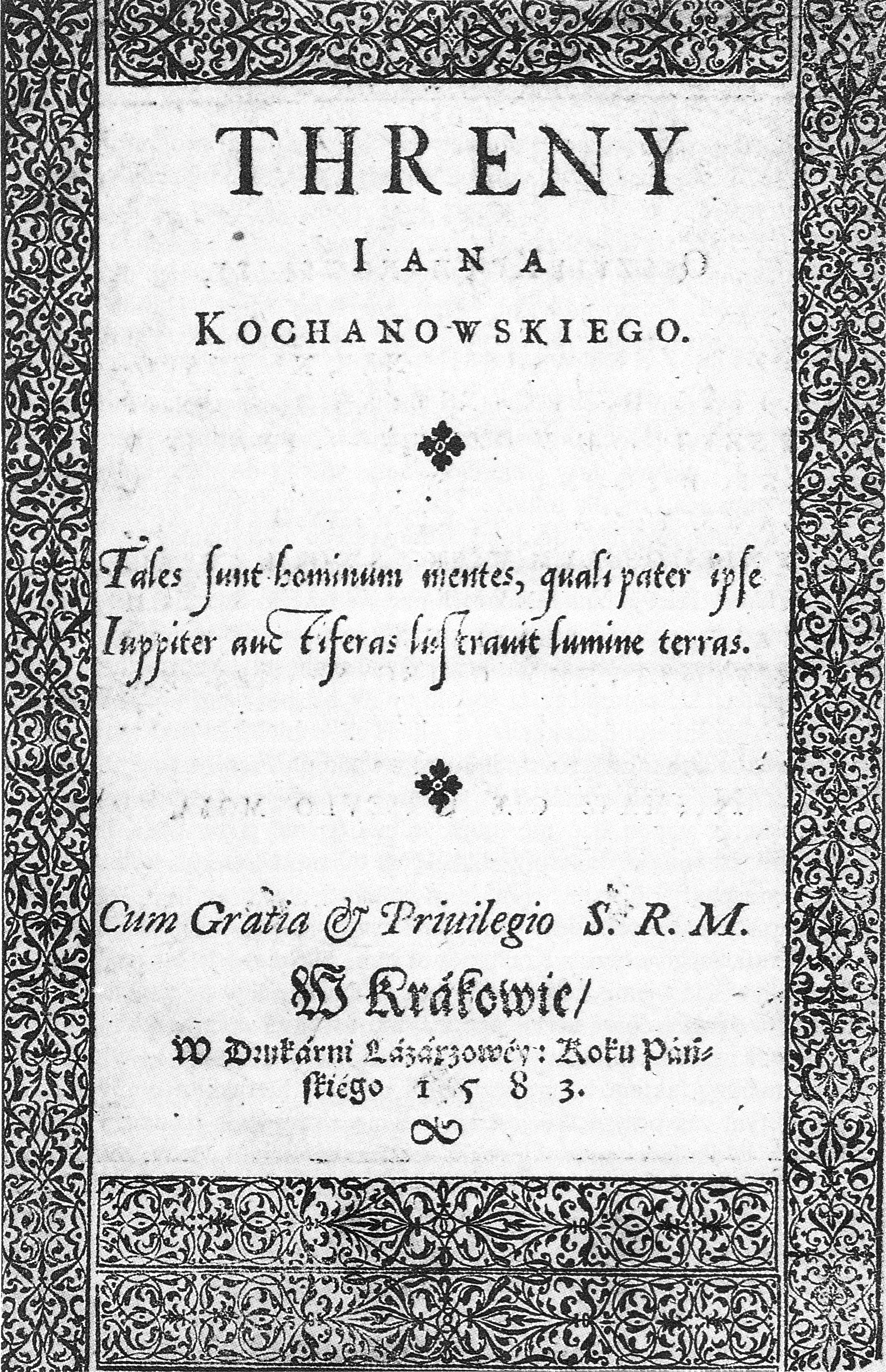
A Gyászdalok címlapja

Kochanowskit élete vége felé egy váratlan sorscsapás éri: elveszíti kétéves kislányát Orsolyát. E trauma hatására született meg Gyászdalok (Treny, 1580) című ciklusa, amelyben az apa végtelen fájdalma szólal meg. Verseiben a költő a kisgyermek halálát változatos módon énekli meg: piciny olajfaként (V. gyászdal), csattogó csalogányként (VI. gyászdal) jeleníti meg a halálát. A leány ruhácskái (VII. gyászdal) és az üres, kihalt ház egyaránt Orsolya halálára emlékezteti: "Milyen puszta a lakásom, árva a tanyám, / hogy eltűntél, tovatűntél, édes Orsolyám..." (VIII. gyászdal) A költő álmában megjelenik édesanyja is – karján a halott gyermekkel – és vigasztalni próbálja fiát:"Nos hát, fiam, ne aggódj, tudd inkább, szent hittel, / Hogy – él drága Orsikád, él, anyádnak hidd el. / Most itt épp oly alakban mutatkozott néked, / Ahogy felismerhető – halandó szemének" (XIX. gyászdal.) Egy másik költeményében kétségbeesésében azt latolgatja, hogy hová jutott gyermeke a halál után: a Paradicsomba, a Boldogok Szigetére, vagy a tisztítótűzbe vezetett-e az útja? (X. gyászdal). A katolikus Kochanowski bánata enyhítéséért Istenhez fohászkodik: "Az Úr keze megérintett, / Vége lett örömeimnek: / Lelkem is úgy zsibbadozik, / Mint aki már búcsúzkodik." (XVII. gyászdal) "Mi, engedetlen gyermekeid, Uram, / Ha létünk jó sora van, / Nem szoktunk emlegetni; / Örvendve hisszük: így kell ennek lenni." Máskor vigaszért az Észhez, az Okossághoz fordul (IX. gyászdal). A versgyűjtemény népdalszerű verssorai az egyszerű falusi környezet ábrázolják, azonban a mű szövegében az antik irodalom hatása is jól kimutatható (I. és XV. gyászdal). Kochanowski Gyászdalai jelentős hatást gyakoroltak, hiszen még a XVII–XVIII. században is akadtak utánzói a lengyel irodalomban.

## Kochanowski kapcsolata a magyar kultúrával
Jan Kochanowski ismerte Janus Pannonius munkásságát és epigrammáit lengyelre fordította. A lengyel költő Dudith András humanistához két latin nyelvű epigrammát és – házasságkötése alkalmából – egy elégiát írt. Kochanowski esetlegesen Balassi Bálint zsoltárfordításainak, szerelmi költészetének is ösztönzője lehetett. A XVII. századi magyar protestáns énekeskönyvekben a Kochanowski-féle Dávid-zsoltárokból hat zsoltár magyar fordításban is megjelent.

## Művei
- Egyetértés (Zgoda, 1562)
- A szatír (Satyr, 1564)
- A görög követek elutasítása (Odprawa posłów greckich, 1577)
- Dávid zsoltára (Psałterz Dawidów, 1578)
- Gyászdalok (Treny, 1580)
- Költemények könyvecskéje (Lyricorum libellus, 1580)
- Apoftegmata (Anekdoták, 1580)
- Utazás Moszkvába (Jazda do Moskwy, 1582)
- Elégiák négy könyve (Elegiarum libri quatuor, 1584)
- Fraszkák (Fraszki, 1584)
- Dalok (Pieśni, 1586)

## Magyarul
- Mikołaj Rej, Jan Kochanowski, Mikołaj Sęp Szarzyński versei; ford. Kálnoky László et al., vál. Pályi András; Európa, Bp., 1980 (Lyra mundi)